# Encyclia lleidae
Encyclia lleidae är en orkidéart som beskrevs av Ruben Primitivo Sauleda och R.M.Adams. Encyclia lleidae ingår i släktet Encyclia och familjen orkidéer. Inga underarter finns listade i Catalogue of Life.